# Bermudo II av León
Bermudo II av León, kallad el Gotoso, ”den Giktbrutne” (cirka 948-953–september 999), var kung av León från 985 till sin död 999. Tidigare utropades han till kung 981 av en grupp galiciska och portugisiska adelsmän som gjorde uppror mot Ramiro III av León och kröntes som sådan i Santiago de Compostela 982. Sedan dess var han i krig med Ramiro III och utövade en effektiv kontroll över Galicien och Portugal. Med Ramiros död 985 lämnades Bermudo II som ensam suverän över riket León.